# Hensmania chapmanii
Hensmania chapmanii är en grästrädsväxtart som beskrevs av Gregory John Keighery. Hensmania chapmanii ingår i släktet Hensmania och familjen grästrädsväxter. Inga underarter finns listade i Catalogue of Life.